# San Marino zászlaja

San Marino első zászlaja (1465-1862)

San Marino második zászlaja (1862-2011)

San Marino zászlaja az egyik legrégebben fennálló, mindmáig létező köztársaság lobogója. Európa harmadik legkisebb független állama már a 10. század előtt is használta a zászlaján feltüntetett jelképeket. A lobogó mai formáját 2011-ben fogadták el.
A zászló két egyenlő vízszintes sávból áll. Az alsó világoskék színe a köztársaság feletti eget szimbolizálja, míg a felső fehér az országot uraló Monte Titano havas csúcsait jelképezi. A lobogó közepén pedig az állam címere foglal helyet.
A címer a lobogó kiemelt helyén szerepel, és több különös motívumot is tartalmaz. A címerpajzs közepén három hegycsúcs látható, amelynek mindegyikén egy-egy torony áll. A hegyek a Monte Titano csúcsaira utalnak, és a rajtuk lévő tornyok San Marino három fontos erődjének szimbóluma: a Guaita, a Cesta és a Montale erődök. Az ég kékje adja a tornyok hátterét, amelyek tetején strucctollak ékeskednek. A heraldika szakértői szerint ez a korai itáliai címerek esetében a fémből készült szélkakas gyakori ábrázolása volt. És valóban mindhárom erőd tetején található szélkakas. A címer központi alakzata fölött korona ékeskedik, amely azért különös, mert San Marino mindig köztársaság volt. Ebben az esetben a korona tehát nem az uralkodóhoz kötődő hűséget jelképezi, hanem a nemzeti szuverenitás jelképe. A középkorban ugyanis a korona nem csupán egy ország államberendezkedését szimbolizálta, hanem annak függetlenségét is. A korona csúcsán látható kereszt pedig az ország keresztény elkötelezettségének jelképe.

A címer alsó részén egy szalag húzódik, amelyre a latin Libertas, azaz szabadság szó van írva. Ez valószínűleg arra utal, hogy a független San Marino gyakran fogadott be olyan embereket, akik a környező hatalmakból valamilyen okból elmenekültek. De a szó az alapító Szent Marinus utolsó szavait is idézheti: "Relinquo vos liberos ab utroque homine". Azaz szabadul hagylak titeket minden más embertől. A szalag mögött és a címerpajzs mellett két faág látható. A pajzs jobb oldalán a tölgy ága a köztársaság erejét és stabilitását jelképezi. A babér pedig a szabadság védelmének metaforája.